# توم بردشاو
توم بردشاو (بالإنجليزية: Tom Bradshaw)‏ (27 يوليو 1992 في المملكة المتحدة - ) هو لاعب كرة قدم بريطاني في مركز الهجوم. شارك مع منتخب ويلز تحت 19 سنة لكرة القدم ومنتخب ويلز تحت 21 سنة لكرة القدم ومنتخب ويلز لكرة القدم. أما مع النوادي، فقد لعب مع شروزبري تاون ونادي آبريستويث تاون ونادي والسول.

## وصلات خارجية
- توم بردشاو على موقع الاتحاد الأوربي (الإنجليزية)
- توم بردشاو على موقع قاعدة بيانات كرة القدم.إي يو (الإنجليزية)
- توم بردشاو على موقع ناشيونال فوتبول تيمز (الإنجليزية)
- توم بردشاو على موقع Soccerbase.com (لاعب) (الإنجليزية)
- توم بردشاو على موقع Soccerway.com (الإنجليزية)
- توم بردشاو على موقع عالم كرة القدم.نت (الإنجليزية)